# Алтай (Алтайский край)
Алтай — посёлок в Калманском районе Алтайского края России. Административный центр и единственный населённый пункт Обского сельсовета.

## География
Посёлок находится в центральной части Алтайского края, в лесостепной зоне, в пределах северо-восточной части Приобского плато, на правом берегу реки Марушки, на расстоянии примерно 13 километров (по прямой) к северо-западу от села Калманка, административного центра района. Абсолютная высота 192 метра над уровнем моря.

## Население
| 1997  | 1998  | 1999  | 2000  | 2001  | 2002  | 2003  |
| ----- | ----- | ----- | ----- | ----- | ----- | ----- |
| 1101  | ↘1040 | ↗1108 | ↘1107 | ↘1092 | ↘999  | ↗1050 |
| 2004  | 2005  | 2006  | 2007  | 2008  | 2009  | 2010  |
| ↘1045 | ↗1049 | →1049 | ↘1032 | ↘1027 | ↗1034 | ↘860  |
| 2011  | 2012  | 2013  | 2014  | 2015  | 2016  | 2017  |
| ↘856  | ↘842  | ↘833  | ↗890  | ↗897  | ↘883  | ↘854  |
| 2018  | 2019  | 2020  | 2021  |       |       |       |
| ↘852  | ↘836  | ↘817  | ↘807  |       |       |       |

Согласно результатам переписи 2002 года, в национальной структуре населения русские составляли 73 %.

## Инфраструктура
В посёлке функционируют средняя общеобразовательная школа, детский сад, врачебная амбулатория (филиал КГБУЗ «Калманская центральная районная больница»), культурно-досуговый центр, библиотека и отделение «Почты России».

## Улицы
Уличная сеть посёлка состоит из 11 улиц.